# Transporter 3
Transporter 3 es una película francesa de acción estrenada en 2008. Es la tercera película de la saga de Transporter, y la primera que no fue distribuida por 20th Century Fox en los Estados Unidos. Ambos, Jason Statham y François Berléand, representan los papeles de Frank Martin y el inspector Tarconi respectivamente. Esta es la primera película de la saga dirigida por Olivier Megaton. La película continúa la historia de Frank Martin, un "transporter" (transportista) profesional que ha regresado a Francia para continuar con su pequeño negocio de entrega de paquetes sin preguntas.

## Argumento
En un barco de carga en el mar, dos trabajadores abren un contenedor de transporte para descubrir barriles de residuos tóxicos, y sucumben a los humos mortales. El capitán del barco, consciente de la carga, se deshace de sus cuerpos. Mientras tanto, después de haber regresado de Miami a la Riviera Francesa, Frank Martin está pescando sin éxito con su amigo el inspector Tarconi, quien recibe una llamada sobre un Audi A8 negro que arrasó con la aduana francesa y evadió a la policía. En Odesa, el ministro ucraniano de la Agencia Ambiental, Leonid Tomilenko, recibe la amenaza del corrupto funcionario de Ecocorp Jonas Johnson de reabrir las negociaciones comerciales.
Esa noche, el Audi choca contra la casa de Frank, conducido por el transportista herido Malcolm Melville, a quien Frank había referido cuando declinó un trabajo anterior. Mientras los paramédicos se llevan a Malcolm, Frank descubre a un pasajero en el asiento trasero que le advierte que no la saque del auto; Frank se da cuenta de que las pulseras metálicas que ella y Malcolm llevan detonarán si están demasiado lejos del vehículo, pero la ambulancia explota, matando a Malcolm. Derribado inconsciente por uno de los secuaces de Johnson, Frank se despierta con una pulsera explosiva. Aparece Johnson en persona, quien resulta ser la persona que intentaba contratar a Frank. Le da a elegir entre aceptar la oferta o morir, y Frank accederá con la condición de llevar su propio coche al encargo, el cual se trata de un Audi A8L W12 ABT. Frank se dispondrá a conducir un paquete y a la pasajera de Malcolm, Valentina, a Budapest.
Ecocorp busca cerrar un acuerdo con Tomilenko, para permitir que el barco lleno de residuos tóxicos entre al país, le dice que espere otros ocho barcos. Dado que un día para firmar el acuerdo de Ecocorp, Tomilenko envía a sus propios agentes para conocer el destino de Frank del GPS en el coche de Malcom. Mientras Tarconi investiga los motivos de Johnson, Frank sale de curso para visitar a su amigo mecánico Otto. Los hombres de Johnson llegan para ordenarlos de vuelta a la carretera y Frank los pelea, pero Otto es incapaz de desarmar al transmisor explosivo dentro del coche.
Frank llega a Budapest, pero uno de los hombres de Johnson se roba el Audi con Valentina dentro. Persiguiendo a ellos en bicicleta, Frank recupera el coche y Johnson lo redirigió a Bucarest. Perseguido por los agentes de Tomilenko en una Clase E-Benz, Frank los manuevers por un acantilado y se da cuenta de que Valentina es el paquete real. Tomando las llaves del coche, Valentina obliga a Frank a desnudarse por ella, y tienen sexo. Se revela que es la hija de Tomilenko, quien fue drogada en Ibiza y transportada por Malcolm para que Johnson chantajeara a su padre.
Johnson redirija a Frank y Valentina a Odesa, emboscándolos en un puente. Valentina es capturada y se le quita el brazalete, mientras Frank entra en el lago y Johnson lo deja morir. Bajo el agua, Frank utiliza el aire de las llantas del coche para inflar una gran bolsa de plástico, animando el coche a la superficie donde es rescatado por Tarconi y la policía ucraniana. Embarcando en un tren con Valentina, Johnson le da a Tomilenko quince minutos para firmar el contrato.
Frank salta el Audi encima del tren y mata a los hombres de Johnson, pero Johnson está demasiado lejos del coche para que llegue y desacopla las cabinas del tren. Saltando su coche en el siguiente taxi, Frank somete a Johnson y toma su llave, adjunta la pulsera a Johnson en su lugar, y envía al Audi en reversa. Johnson muere cuando el brazalete explota, y Frank se reúne con Valentina. Tomilenko se entera por Tarconi de que Valentina está a salvo y rompe el contrato de Ecocorp, mientras la nave de carga es allanada por la policía. Frank y Tarconi vuelven a la pesca en Marsella, a los que se une Valentina.

## Reparto
- Jason Statham como Frank Martin.
- Kruzzel como Dekanus.
- François Berléand como Inspector Tarconi.
- Natalya Rudakova como Valentina Tomilenko.
- Justin Rodgers Hall como Horatio.[1]
- Eriq Ebouaney como Ice.[1]
- Robert Knepper como Johnson.
- Jeroen Krabbé como Leonid Vasilev.
- David Atrakchi como Rambo Manville.
- Poxy como Bolivianus (el robot narcotraficante).

## Producción
Inicialmente se esperaba grabar al menos durante 16 semanas, en Francia y Rusia. Pero además se realizaron grabaciones en Odessa, Ukrania.

## Estrenos
| País                                                                          | Fecha de estreno                  |
| ----------------------------------------------------------------------------- | --------------------------------- |
| Alemania                                                                      | Jueves 8 de enero de 2009         |
| Argentina                                                                     | Jueves 12 de marzo de 2009        |
| Australia                                                                     | Jueves 5 de febrero de 2009       |
| Austria                                                                       | Viernes 9 de enero de 2009        |
| Bélgica                                                                       | Miércoles 26 de noviembre de 2008 |
| Belice · Costa Rica · El Salvador · Guatemala · Honduras · Nicaragua · Panamá | Viernes 25 de septiembre de 2009  |
| Bolivia                                                                       | Jueves 7 de enero de 2010         |
| Brasil                                                                        | Viernes 12 de diciembre de 2008   |
| Bulgaria                                                                      | Viernes 9 de enero de 2009        |
| Chile                                                                         | Jueves 27 de agosto de 2009       |
| China                                                                         | Sábado 14 de febrero de 2009      |
| Colombia                                                                      | Viernes 12 de junio de 2009       |
| Corea del Sur                                                                 | Jueves 8 de enero de 2009         |
| Croacia                                                                       | Jueves 26 de febrero de 2009      |
| Ecuador                                                                       | Viernes 7 de agosto de 2009       |
| Egipto                                                                        | Miércoles 25 de febrero de 2009   |
| EAU                                                                           | Jueves 18 de diciembre de 2008    |
| Eslovenia                                                                     | Jueves 12 de marzo de 2009        |
| España                                                                        | Viernes 23 de enero de 2009       |
| Estados Unidos · Canadá                                                       | Miércoles 26 de noviembre de 2008 |
| Estonia                                                                       | Viernes 19 de diciembre de 2008   |
| Filipinas                                                                     | Jueves 8 de enero de 2009         |
| Francia                                                                       | Miércoles 26 de noviembre de 2008 |

| País                         | Fecha de estreno                  |
| ---------------------------- | --------------------------------- |
| Grecia                       | Jueves 30 de julio de 2009        |
| Hungría                      | Jueves 5 de febrero de 2009       |
| India                        | Viernes 5 de diciembre de 2008    |
| Indonesia                    | Miércoles 17 de diciembre de 2008 |
| Islandia                     | Viernes 2 de enero de 2009        |
| Japón                        | Sábado 8 de agosto de 2009        |
| Letonia                      | Viernes 5 de diciembre de 2008    |
| Líbano                       | Jueves 18 de diciembre de 2008    |
| Lituania                     | Viernes 5 de diciembre de 2008    |
| Malasia                      | Jueves 4 de diciembre de 2008     |
| México                       | Viernes 20 de febrero de 2009     |
| Nigeria                      | Viernes 23 de enero de 2009       |
| Noruega                      | Viernes 16 de enero de 2009       |
| Nueva Zelanda                | Jueves 26 de marzo de 2009        |
| Países Bajos                 | Jueves 12 de febrero de 2009      |
| Perú                         | Jueves 11 de junio de 2009        |
| Polonia                      | Viernes 16 de enero de 2009       |
| Portugal                     | Jueves 8 de enero de 2009         |
| Reino Unido Irlanda          | Viernes 5 de diciembre de 2008    |
| República Checa · Eslovaquia | Jueves 12 de febrero de 2009      |
| Rumania                      | Viernes 23 de enero de 2008       |
| Rusia                        | Jueves 27 de noviembre de 2008    |
| Singapur                     | Miércoles 31 de diciembre de 2008 |
| Sudáfrica                    | Viernes 16 de enero de 2009       |
| Suiza                        | Miércoles 31 de diciembre de 2008 |
| Tailandia                    | Jueves 18 de diciembre de 2008    |
| Taiwán                       | Sábado 20 de diciembre de 2008    |
| Turquía                      | Viernes 26 de diciembre de 2008   |
| Ucrania                      | Jueves 27 de noviembre de 2008    |
| Uruguay                      | Viernes 2 de octubre de 2009      |
| Venezuela                    | Viernes 24 de julio de 2009       |

## Recepción
La película fue recibida con variadas críticas. El 3 de diciembre de 2008, la película consiguió un 36% de 100% y promedió 4.8 sobre 10 puntos en la web de Rotten Tomatoes, basada en 94 revisiones. Algunas de las críticas coincidían en que esta tercera entrega retrocedía unos pasos con respecto a sus predecesoras, mostrando un ritmo más lento y falta de energía En Metacritic, la película fue puntuada con un 51 sobre 100, basada en 26 revisiones, mientras que el promedio de votación de los usuarios es actualmente de 6.7 sobre 10 puntos, basado en 2771 votos.